# Juan Bernat
Juan Bernat Velasco (* 1. března 1993, Cullera, Španělsko) je španělský fotbalista a reprezentant, momentálně působící v klubu Paris Saint-Germain. Hraje na postu levého obránce nebo krajního záložníka.

## Klubová kariéra
Bernat je odchovancem španělského klubu Valencia CF.
7. července 2014 přestoupil do německého topklubu FC Bayern Mnichov, kde podepsal pětiletou smlouvu. V Bundeslize debutoval 21. srpna 2014 proti VfL Wolfsburg (výhra 2:1). Během první sezóny se usadil v základní sestavě trenéra Pepa Guardioly.
Dne 31. srpna 2018 podepsal tříletou smlouvu s francouzským klubem Paris Saint-Germain s ambicemi na trofeje ve Francii i Evropě.
První soutěžní zápas odehrál 14. září v lize proti Saint-Étienne, jež Pařížané porazili 4:0, Bernat jej odehrál celý.

## Reprezentační kariéra
Bernat byl členem španělských mládežnických reprezentací. S výběrem do 19 let vyhrál Mistrovství Evropy U19 v roce 2012.
3. října 2014 byl nominován do španělské seniorské reprezentace pro kvalifikační dvojutkání na EURO 2016 proti Slovensku a Lucembursku. Proti Slovensku (porážka 1:2) ještě nenastoupil, debutoval až o 3 dny později 12. října 2014 proti Lucembursku, kde gólem přispěl k výhře 4:0.